# NGC 377
NGC 377 ist eine Spiralgalaxie vom Typ Sbc im Sternbild Walfisch. Sie ist schätzungsweise 718 Millionen Lichtjahre von der Milchstraße entfernt.
Das Objekt wurde am 15. Oktober 1885 von Francis Preserved Leavenworth entdeckt.